# Malesherbes
Malesherbes ist eine Ortschaft und eine ehemalige französische Gemeinde mit 6140 Einwohnern (Stand: 2013) im äußersten Norden des Département Loiret in der Region Centre-Val de Loire. Sie gehörte zum Arrondissement Pithiviers und zum Kanton Malesherbes.
Mit Wirkung vom 1. Januar 2016 wurde Malesherbes mit den früheren Gemeinden Coudray, Labrosse, Mainvilliers, Manchecourt, Nangeville und Orveau-Bellesauve zur Commune nouvelle Le Malesherbois zusammengelegt und übt seither in der neuen Gemeinde den Status einer Commune déléguée aus.

## Lage
Malesherbes liegt etwa 15 Kilometer nordöstlich von Pithiviers, am Ufer des Flusses Essonne.

## Bevölkerungsentwicklung
| Jahr                       | 1962 | 1968 | 1975 | 1982 | 1990 | 1999 | 2005 | 2013 |
| Einwohner                  | 2420 | 2891 | 3851 | 5014 | 5778 | 5989 | 6097 | 6140 |
| Quellen: Cassini und INSEE |      |      |      |      |      |      |      |      |

## Sehenswürdigkeiten
- Kirche Saint-Martin mit einer Grablege aus dem 16. Jahrhundert
- Dolmen de Mailleton
- Schloss Rouville, im 15. Jahrhundert von Hector de Boissy gebaut
- Das Schloss Malesherbes (früher Bois-Malesherbes genannt) vom Ende des 15. Jahrhunderts; einige französische Könige haben hier logiert, darunter Karl V., Heinrich IV. und Ludwig XIV. (siehe auch: Taubenturm Château de Malesherbes, Monument historique)

## Partnerstadt
Deutsche Partnerstadt von Malesherbes ist seit 1996 Bruck in der Oberpfalz.

## Persönlichkeiten
- Chrétien-Guillaume de Lamoignon de Malesherbes (1721–1794), französischer Politiker
- Jean Billard (1893–1968), Chirurg, Résistancekämpfer, Ritter der Ehrenlegion
- Die Familie Balzac d’Entragues